# 萨芒
萨芒（法語：Saman，法語發音：[samɑ̃]）是法国上加龙省的一个市镇，属于圣戈当区。

## 地理
萨芒（43°14'13"N, 0°43'12"E）面积5.54 平方千米，位于法国奧克西塔尼大區上加龙省，该省份为法国西南部内陆省份，西南端与西班牙接壤，自此顺时针与上比利牛斯省、热尔省、塔恩-加龙省、塔恩省、奥德省和阿列日省接壤。
与萨芒接壤的市镇（或旧市镇、城区）包括：萨沃河畔蒙加亚尔、沙尔拉、锡亚杜、圣拉里布让。

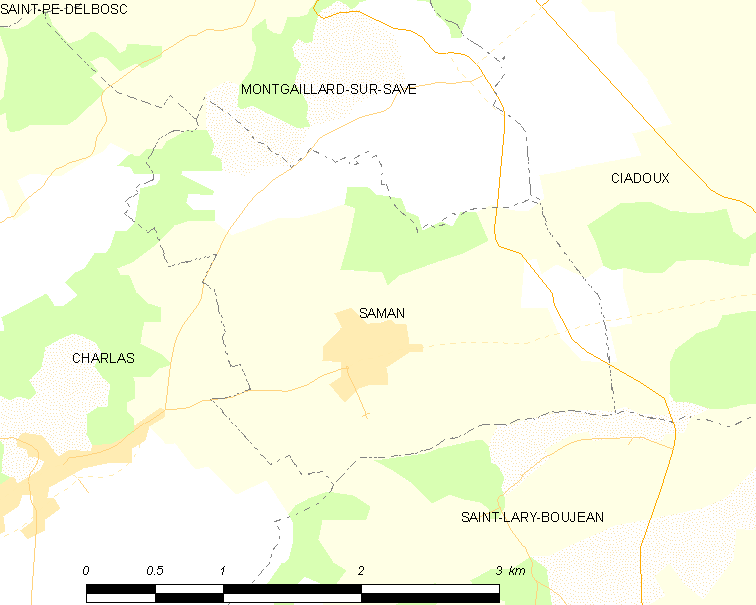
萨芒的OSM定位图

萨芒的时区为UTC+01:00、UTC+02:00（夏令时）。

## 行政
萨芒的邮政编码为31350，INSEE市镇编码为31528。

## 政治
萨芒所属的省级选区为圣戈当县。

## 人口

1962-2008年间萨芒人口变化图示

萨芒于2022年1月1日时的人口数量为145人。